# Bunocephalus
Bunocephalus é um gênero de peixes-gato-banjo, recebem este nome devido à sua forma similar à de um banjo. As espécies deste gênero só têm 2 barbilhos.
Bunocephalus atualmente tem 10 espécies:
- Bunocephalus aleuropsis Cope, 1870
- Bunocephalus amaurus C. H. Eigenmann, 1912
- Bunocephalus chamaizelus C. H. Eigenmann, 1912
- Bunocephalus colombianus C. H. Eigenmann, 1912
- Bunocephalus coracoideus (Cope, 1874)
- Bunocephalus doriae Boulenger, 1902
- Bunocephalus erondinae A. R. Cardoso, 2010
- Bunocephalus knerii Steindachner, 1882
- Bunocephalus larai R. Ihering (pt), 1930
- Bunocephalus verrucosus (Walbaum, 1792)

## Distribuição
Bunocephalus é  encontrado no Rio Magdalena, Rio Orinoco, Rio Amazonas, Rio Paraguai-Rio Paraná, e Rio São Francisco. É também o único gênero encontrado a oeste dos Andes, no Rio Atrato, Rio San Juan, e Rio Patía . 

## Ligações Externas
- Friel, John P. (14 de abril de 2000). «'Pseudobunocephalus' new genus». Tree of Life Web Project. Consultado em 8 de agosto de 2007